# Совка сосновая
Сосновая совка (лат. Panolis flammea) — вид бабочек из семейства совок (Noctuidae). Вредитель сосны обыкновенной, поражающий хвою. Распространена почти на всем ареале сосны обыкновенной в Европе и Азии.

## Описание
Размах крыльев 30—35 мм. Основная окраска груди и крыльев варьируется от бурой до серо-коричневой. Вид является крайне изменчивым по окраске: от оранжевой до красной, серой и белёсой. Передние крылья несут на себе светлые округлым, иногда изогнутыми мелкими пятнами и более тёмный рисунок, состоящий из тёмных поперечных и зигзагообразных тонких полосок.
Почковидное пятно овальной формы, окрашено в белый цвет. Задние крылья серо-чёрной окраски с мелким тёмным дискальным пятном в виде штриха. Подкраевое поле охристого цвета, кнутри от краевой линии красно-коричневой окраски, часто с оранжевым оттенком. Бахромка крыльев пятнистая.
На переднем крае груди проходит светлая полоска и несколько светлых пятен. Брюшко серо-жёлтого цвета, у самца с ребристым расширением на конце, у самки – воронковидно-тупо-заостренное. 
Усики щетинковидные, состоящие из члеников, пиловидных на внешней стороне. Усики самок простые. 

## Ареал
Европа, Ближний Восток, Европейская часть России (в лесной и лесостепной зоне европейской части России), Урал, Западная и Восточная Сибирь, Дальний Восток, от Балтики к Тихому океану, через Урал, Алтай, Саяны, а также населяет горы Средней Азии, северную Монголию, Китай, Корею и Японию. На севере ареал ограничен климатическими условиями, поэтому вид не заходит выше 63° северной широты, на юге граница ареала проходит по югу Европы до юго-западной Украины.

## Местообитание
Населяет хвойные и смешанные леса.

## Биология
Лёт бабочек в зависимости от погодных условий и географического участка ареала начинается в конце марта, в более холодных регионах он может продолжаться до начала июня. Пик лёта припадает на конец апреля — начало мая. Бабочки летают в сумерках после захода солнца, преимущественно над вершинами деревьев на протяжении 30—45 минут. 

## Жизненный цикл
Спаривание происходит ночью. Самки откладывают яйца плоско-шаровидной формы с небольшим углублением посредине. Сперва их цвет белый, позже изменяется на фиолетово-коричневый. Размер яиц 0,6 х 0,8 мм. Самки откладывают яйца на нижнюю сторону сосновой хвои кучками по 2—10 штук. Примерно через 14 дней появляются маленькие гусеницы, которые питаются верхушками распускающейся хвои. Гусеницы первого возраста достигают длины 2—3 мм, характеризуются желтовато-зелёной окраской, с заметной большой жёлтой головой. Гусеницы последнего возраста достигают длины 37—40 мм, отличаются тёмно-зелёной окраской с коричневой головой. Посреди спины проходит широкая белая полоска, по обеим её сторонам — линии белого цвета, а по сторонам тела на нижней части имеются широкие оранжевые полосы.
Гусеницы питаются хвоей сосны обыкновенной, также поедая почки и побеги. Гусеницы проходят пять возрастов. После 4—5 недель питания, обычно от июня до конца июля, гусеницы окукливаются на границе лесной подстилки и почвы. 
Куколка блестящая, коричневого цвета, достигает длины 16—18 мм. Характеризуется двумя остриями на конце тела. На спинной части брюшка куколки имеются характерные углубления. Стадия куколки длится 9,5—10 месяц.

## Хозяйственное значение
Является вредителем сосны обыкновенной. Наиболее повреждаются гусеницами сосновой совки насаждения сосны в возрасте 30—60 лет. Особенно большой вред наносится в лесостепной зоне Европейской части России, на Южном Урале, в Алтайском крае и в Западной Сибири. 